# Marco Fonteio
Marco Fonteio (em latim: Marcus Fonteius) foi um político e general romano que governou a Gália Transalpina por três anos entre 76 e 73 a.C. É conhecido principalmente porque Cícero o defendeu quando ele foi processado pelos gauleses depois de seu retorno. Era filho de Caio Fonteio.
O próprio Cícero fornece os detalhes de sua carreira: ele foi triúnviro (não se sabe se monetário ou para a fundação de uma colônia), questor (86–83 a.C.), legado e proquestor na Hispânia Ulterior (83 a.C.); depois, seguiu para a Macedônia, onde lutou contra as tribos trácias. Em 76 a.C. foi eleito pretor e recebeu a Gália Transalpina como sua província (76 a 73 a.C.). Em 75 a.C. Fonteio participou com Metelo Pio e Pompeu da Guerra Sertoriana na Hispânia. Depois do final de seu mandato, retornou para Roma. Em 69 a.C. foi acusado pelos gauleses de fraudar empréstimos e de cobrar impostos abusivos, mas foi defendido por Cícero e acabou absolvido.